# Municipio de Freedom (condado de Adams)
El municipio de Freedom (en inglés: Freedom Township) es un municipio ubicado en el condado de Adams en el estado estadounidense de Pensilvania. En el año 2000 tenía una población de 844 habitantes y una densidad poblacional de 23.4 personas por km².

## Geografía
El municipio de Freedom se encuentra ubicado en las coordenadas 39°45′59″N 77°17′53″O / 39.76639, -77.29806.

## Demografía
Según la Oficina del Censo en 2000 los ingresos medios por hogar en la localidad eran de $47 778 y los ingresos medios por familia eran $52 188. Los hombres tenían unos ingresos medios de $33 214 frente a los $25 125 para las mujeres. La renta per cápita para la localidad era de $23 005. Alrededor del 6,3% de la población estaban por debajo del umbral de pobreza.